# Walter Wimmer (Journalist)
Walter Wilhelm Wimmer (* 7. Januar 1926 in Lüdinghausen; † 21. Oktober 2015 in Essen) war ein deutscher Journalist, Redakteur und Herausgeber der Borbecker Nachrichten und der Werdener Nachrichten.

## Leben und Wirken
Geboren 1926 als Sohn des Gründers und Herausgebers der Wochenzeitung Borbecker Nachrichten, Wilhelm Wimmer, besucht er die Kraienbruch-Grundschule in Essen-Dellwig und darauffolgend das Gymnasium in Essen-Borbeck.
1943 musste Wimmer die Schule kriegsbedingt verlassen. Nachdem er die Zeit bis 1944 im Rahmen einer Kinderlandverschickung in Dänemark verbracht hatte, wurde er als Soldat im Zweiten Weltkrieg eingezogen. Später geriet er in den Niederlanden in britische Kriegsgefangenschaft und wurde in ein Lager im britischen Norton gebracht. Norton Camp war von Juli 1945 bis Juni 1948 ein englisches Studienlager für deutsche Kriegsgefangene in der Grafschaft Nottinghamshire nahe Mansfield.
Hier hatte Wimmer die Möglichkeit einen Abiturkurs zu absolvieren, der nachher in Deutschland anerkannt wurde. Zudem absolvierte er dort drei Semester lang ein Pädagogik-Studium. Wimmer lernte in Großbritannien zudem das heimische Zeitungswesen mit der für ihn interessanten, lokalen wöchentlichen Berichterstattung kennen, was ihm den Beruf des Journalisten näher brachte. Sehr interessiert war er an dem Lokalblatt Mansfield Chronicle, das er bei einer Familie, die er während seiner Kriegsgefangenschaft regelmäßig am Wochenende besuchen durfte, las. 1948 kehrte er aus der Kriegsgefangenschaft zurück und ermunterte seinen Vater, doch ein wöchentlich erscheinendes Lokalblatt herauszubringen. Die erste Ausgabe der Borbecker Nachrichten erschien im April 1949.
Zurück in Deutschland, erwarb Wimmer zunächst ein Dolmetscher-Diplom für die englische Sprache. Im Anschluss studierte er an der Rheinischen Friedrich-Wilhelms-Universität Bonn und der Ruprecht-Karls-Universität Heidelberg die Fächer Allgemeine Sprachwissenschaft, Anglistik, Germanistik und Philosophie.
Nachdem der Vater Wilhelm Wimmer, der bis 1932 als Redakteur gearbeitet hatte, 1953 gestorben war, übernahmen die Brüder Walter und Franz-Josef Wimmer das Blatt. Dabei ergänzten sie sich mit Walter als Redakteur und Franz-Josef als Kaufmann. 1959 folgte die Übernahme der im Essener Stadtteil Werden erscheinenden Werdener Nachrichten. 1985 verkaufte Franz-Josef Wimmer seinen Anteil an die WAZ Mediengruppe (seit 2013 Funke Mediengruppe) und schied damit aus dem gemeinsamen Unternehmen aus. Später wurden die Borbecker Nachrichten unter der Leitung von Walter Wimmer zur zeitweise auflagenstärksten lokalen Wochenzeitung in Deutschland. Eine erwähnenswerte Veröffentlichung Wimmers in seinen Borbecker Nachrichten waren Ernst Schmidts Forschungsergebnisse zum Thema Verfolgung und Widerstand 1933 bis 1945. Für die Freilassung des wegen Staatsgefährdung inhaftierten Ernst Schmidt hatte sich Wimmer mit anderen Borbecker Bürgern mit einem Gnadengesuch eingesetzt.
Um 1998 baute die WAZ Mediengruppe für die Essener Stadtteile, für Borbeck mit dem Borbecker Kurier, ein kostenlos wöchentlich ausgegebenes Lokalblatt auf, das Walter Wimmer als Konkurrenz für seine Borbecker Nachrichten ansah.
Im Jahr 2000, im Alter von 74 Jahren, veräußerte Wimmer auch seine Anteile an den Borbecker und Werdener Nachrichten an die WAZ Mediengruppe und zog sich damit als Herausgeber zurück. Sein Wissen und seine Vorstellung über Journalismus mit seriöser lokaler Berichterstattung gab er an junge Kollegen weiter.
Die Geschichte des heutigen Essener Stadtteils Borbeck war ein Forschungsobjekt von Walter Wimmer, der dazu zwischen 1980 und 1993 die Chronik Gewachsen in elf Jahrhunderten in sechs Bänden herausbrachte.
Walter Wimmer wurde auf dem Siepenfriedhof in Essen-Huttrop beigesetzt.

## Ehrungen
- Kulturpreis der Stadt Essen, 1984
- Rheinlandtaler des Landschaftsverbandes Rheinland (LVR), 1986